# 市道180号 (台湾)
市道180号（しどう180ごう）は、台南市北区から同市新化区を結ぶ、全長11.266kmの台湾の市道である。

## 通過する自治体
- 台南市
  - 北区
  - 東区
  - 永康区
  - 新化区

## 接続する道路
- 台20線
- 台1線
- 国道1号
- 市道177号
- 台39線
- 台20線

## 施設
- 国立成功大学
- 大湾インターチェンジ
- 崑山科技大学
- 大湾国民小学校
- 西勢国民小学校

## 歴史
- 1966年、政府の公告により台南～玉井間が県道180号線に指定される。
- 1976年、県道180号線が台20線に改められ、県道180甲線が県道180号線に改められる。
- 2013年、市道180号線に名称が改める。
- 2015年、台南～大湾間の車線増設工事完成（大湾インターチェンジ） 。